# Lista de prefeitos de Morada Nova
Esta é a lista de prefeitos e vice-prefeitos do município de Morada Nova, estado brasileiro do Ceará a partir da criação do cargo de Prefeito. Anteriormente, a gestão municipal era de competência da Câmara Municipal e dos intendentes.
| Nº | Prefeito                                        | Galeria dos Prefeitos                  | Partido | Vice-Prefeito                       | Início do mandato | Fim do mandato                                                                         | Observações |
| 1  | José Bezerra Borges                             |                                        | ?       | —                                   | 1909              | 1910                                                                                   | |
| 2  | Cipriano Monteiro Maia                          |                                        | ?       | —                                   | 1911              | 1912                                                                                   | |
| 3  | José Moreira                                    |                                        | ?       | —                                   | 1913              | 1914                                                                                   | |
| 4  | Padre Nelson Terceiro de Farias                 |                                        |         | —                                   | 1915              | 20.09.1920                                                                             | Prefeito eleito |
| 5  | Raimundo José Rabelo                            |                                        |         | —                                   | 21.09.1920        | 1925                                                                                   | Prefeito eleito |
| 6  | Antônio Eduardo Girão                           |                                        |         | —                                   | 1926              | 1927                                                                                   | Prefeito nomeado |
| 7  | Francisco Evangelista de Oliveira               |                                        |         | —                                   | 1928              | 1929                                                                                   | Prefeito nomeado |
| 8  | Antônio Eduardo Girão                           |                                        |         | —                                   | 1930              | 1933                                                                                   | Prefeito nomeado |
| 9  | Vilmar Girão Maia                               |                                        |         | —                                   | 1934              | 11.01.1935                                                                             | Prefeito nomeado |
| 10 | Francisco Rabelo Chagas                         |                                        |         | —                                   | 12.01.1935        | 26.05.1935                                                                             | Prefeito interino |
| 11 | João Epifânio Lopes Rabelo                      |                                        |         | —                                   | 01.06.1935        | 31.08.1935                                                                             | Prefeito interino |
| 12 | Eduardo Girão Sobrinho                          |                                        |         | —                                   | 01.09.1935        | 02.1941                                                                                | |
| 13 | Adelino Nogueira                                |                                        |         | —                                   | 03.1941           | 09.1941                                                                                | Prefeito interino |
| 14 | Raul da Silva Nogueira                          |                                        |         | —                                   | 09.1941           | 12.1941                                                                                | Prefeito interino |
| 15 | Eduardo Girão Sobrinho                          |                                        |         | —                                   | 12.1941           | 11.1945                                                                                | |
| 16 | Francisco Nogueira de Pontes                    |                                        |         | —                                   | 20.11.1945        | 26.05.1946                                                                             | |
| 17 | Raymundo Aloísio Chagas                         |                                        |         | —                                   | 05.1946           | 03.1947                                                                                | |
| 18 | Raimundo Elizeu e Silva                         |                                        |         | —                                   | 11.03.1947        | 31.01.1948                                                                             | Prefeito interino |
| 19 | Raymundo Aloísio Chagas                         |                                        | UDN     | —                                   | 1948              | 1951                                                                                   | Prefeito eleito com 2.503 votos. Venceu Manuel Isaías Filho (1.803 votos) da aliança PSD-PSP.                                                                            |
| 20 | Francisco Galvão de Oliveira                    |                                        |         | —                                   | 1951              | 1955                                                                                   | Prefeito eleito |
| 21 | João Perboyre Teófilo Girão                     |                                        | ADMN    | ?                                   | 1955              | 1958                                                                                   | Prefeito eleito |
| 22 | José Epifânio Filho                             |                                        | UDN-PSP | Rosendo Rodrigues Chagas            | 1959              | 1963                                                                                   | Prefeito eleito com 3.783 votos, vice-prefeito eleito com 3.676 votos.                                                                                                   |
| 23 | Francisco Galvão de Oliveira                    |                                        | UDN     | Diomedes Brilhante de Oliveira      | 1963              | 13.09.1966                                                                             | Prefeito eleito. Faleceu no cargo. |
| 24 | Diomedes Brilhante de Oliveira                  |                                        | UDN     | —                                   | 15.09.1966        | 25.03.1967                                                                             | Assumiu em razão da morte do titular. |
| 25 | José Epifânio Filho                             |                                        | ARENA   | Francisco Chagas Cavalcante         | 1967              | 1970                                                                                   | Prefeito e vice eleitos com 4.550 votos. Venceram a chapa Hilda Ponciano de Oliveira Lima/ Durval Girão, que teve 2.631 votos.                                           |
| 26 | Isaías Castro de Andrade                        |                                        | ARENA   | Joaquim Terceiro Chagas             | 1971              | 1972                                                                                   | Prefeito e vice eleitos com 6.717 votos. Venceram a chapa João Perboyre T. Girão/ Célio Chagas Cavalcante, que teve 4.903 votos.                                         |
| 27 | Joaquim Terceiro Chagas                         |                                        | ARENA   | José Osmar de Castro                | 1973              | 1976                                                                                   | Prefeito e vice eleitos em chapa única. |
| 28 | Isaías Castro de Andrade                        |                                        | ARENA   | Francisco dos Santos Castelo Branco | 1977              | 1981                                                                                   | Prefeito eleito com 8.284 votos, derrotando Franciné Girão (ARENA) que teve 7.488 votos.                                                                                 |
| 29 | Francisco Xavier Andrade Girão (Franciné)       |                                        | PDS     | José Ricardo do Nascimento          | 1983              | 1988                                                                                   | Prefeito eleito com 12.473 votos. Venceu o candidato João Hermano Maia, que teve 12.350 votos e o candidato José Eni Girão com 248 votos.                                |
| 30 | Maria Auxiliadora Damasceno Girão               |                                        | PFL     | Francisco Cavalcante Júnior         | 1989              | 1993                                                                                   | Primeira mulher eleita prefeita com 14.450 votos. Derrotou o ex-prefeito Isaías Castro (PDS) que teve 10.977 e o ex-prefeito Joaquim Terceiro Chagas que teve 855 votos. |
| 31 | Glauber Barbosa de Castro                       |                                        |         | José Ossian Nantua                  | 1993              | 1997                                                                                   | Prefeito eleito |
| 32 | Francisco Xavier Andrade Girão (Franciné Girão) |                                        |         |                                     | 1997              | 2001                                                                                   | Prefeito eleito |
| 33 | Adler Primeiro Damasceno Girão                  |                                        | PPS     |                                     | 2001              | 2005                                                                                   | Prefeito eleito |
| 33 | Adler Primeiro Damasceno Girão                  | Franciné Girão                         | PPS     | 2005                                | 2009              | Prefeito reeleito com 42,23%, derrotando o ex-prefeito Glauber Castro que teve 37,85%. | |
| 34 | Glauber Barbosa de Castro                       |                                        | PMDB    | Marcelo Holanda Cunha               | 01.01.2009        | 31.12.2012                                                                             | Prefeito eleito com 50,47%, derrotando o ex-prefeito Franciné Girão que teve 44,55% em 2008.                                                                             |
| 34 | Glauber Barbosa de Castro                       | 01.01.2013                             | PMDB    | Marcelo Holanda Cunha               | 31.12.2016        | Prefeito reeleito                                                                      | |
| 35 | José Wanderley Nogueira                         | Wanderley Nogueira                     | PT      | Francisca Aurijane Martins da Cunha | 01.01.2017        | 31.12.2020                                                                             | Prefeito eleito |
| 35 | José Wanderley Nogueira                         | Wanderley Nogueira                     | PT      | Edgar Amaral Castro de Andrade      | 01.01.2021        | 31.12.2024                                                                             | Prefeito reeleito |
| 36 | Naiara Carneiro Castro                          | Atual Gestora - Naiara Carneiro Castro | PSD     | Rafael Gabaglio de Oliveira         | 01.01.2025        |                                                                                        | Segunda Prefeita eleita com 50,88%, derrotando o Marquinhos da Ana que teve 48,33%, mesmo candidato a sucessão do Prefeito Wanderley Nogueira.                           |